# Gor
Gor er en by og kommune i det sydøstlige Spanien i provinsen Granada. Den har et indbyggertal på 744 (2024) indbyggere.